# Vaçe Zela
Vaçe Zela (Lushnjë, Albania, 7 de abril de 1939 – Basilea, Suiza, 6 de febrero de 2014) fue una cantante albanesa. Comenzó su carrera a edad temprana y en 1962 fue la primera en ganar el Festival de la Canción Albanesa (Festivali I Këngës). Ha sido 10 veces ganadora del festival. Adquirió fama durante la era comunista y ganó varios premios. El 24 de diciembre de 2002 fue condecorada con el de Honor de la Nación por el presidente albanés, Alfred Moisiu. Falleció el 6 de febrero de 2014 en Basilea (Suiza) a los 74 años de edad.